# Blodkärl

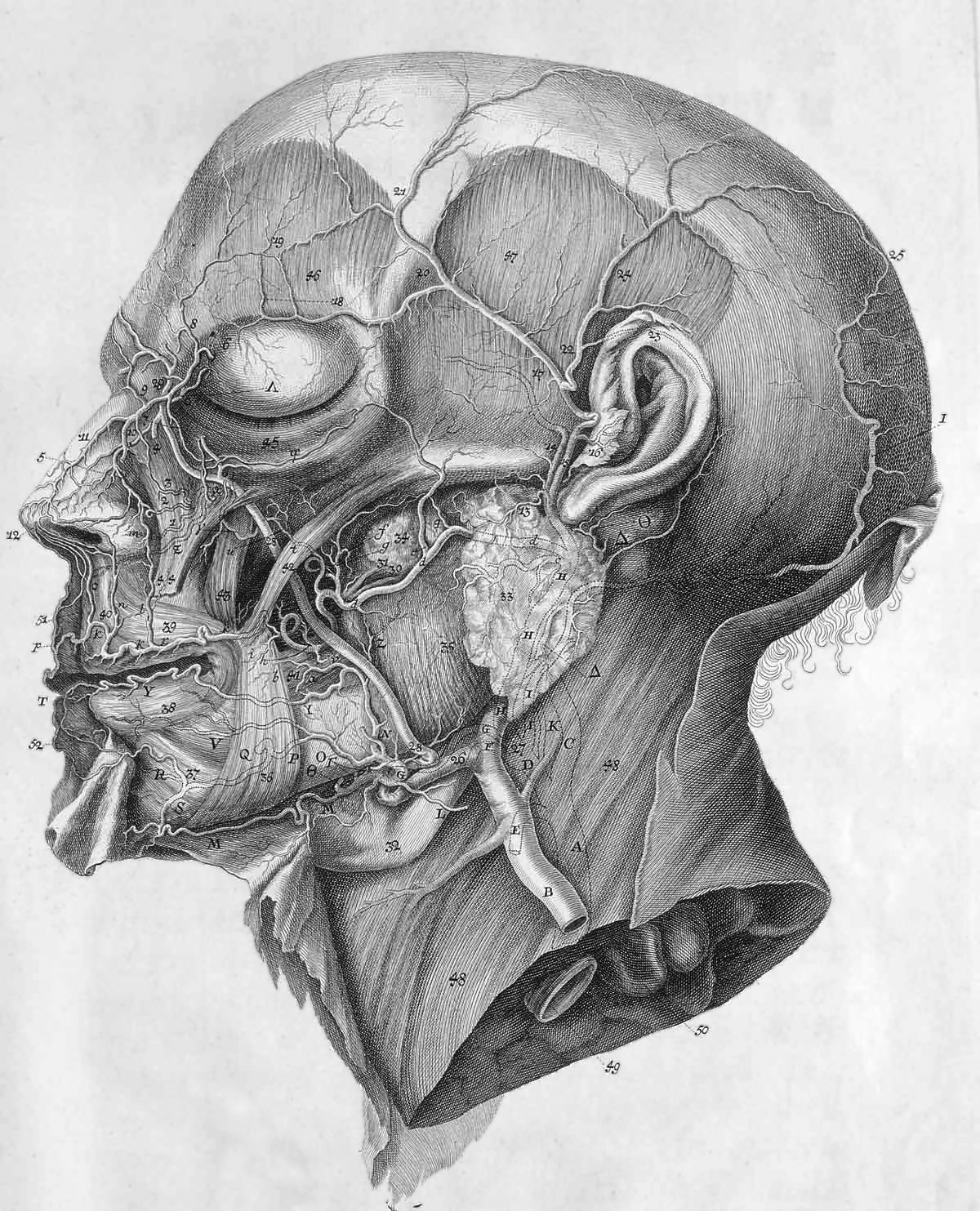
Människans blodkärl kring huvudet enligt Albrecht von Haller.

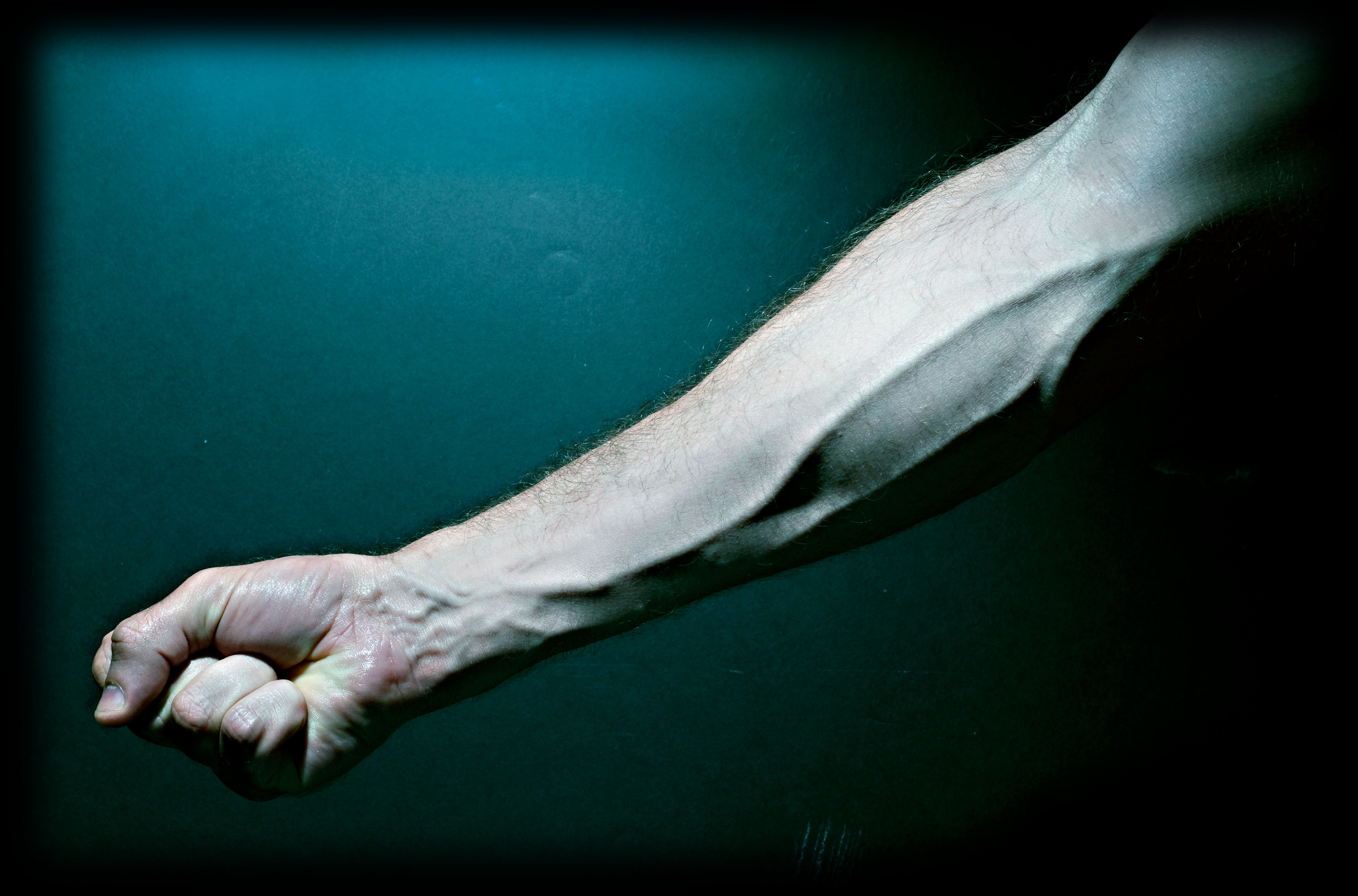
Synliga blodådror på en människoarm.

Blodkärl är rörformiga strukturer i ett djurs kropp som försörjer alla vävnader och organ med blod. Till blodkärl räknas artärer, vener, kapillärer, arterioler och venoler. Lymfkärl räknas dock inte som blodkärl.
Alla större blodkärl (artärer och vener) är uppbyggda av tre lager:
- Tunica interna/Tunica intima ("inre lagret") består av ett lager med endotelceller mot den inre håligheten där blodet strömmar. Under endotelcellsskiktet finns först ett basalmembran och därefter bindväv med sporadiska inslag av glatta muskelceller.
- Tunica media ("mellanlagret") består av glatta muskelceller, elastiska fibrer samt kollagena fibrer.
- Tunica adventitia ("yttersta lagret") består framförallt av kollagena fibrer men även elastiska fibrer och glatta muskelceller.

Blodkärlen bildar blodets cirkulationssystem som är mycket omfattande och vars uppgift är att transportera blod, blodproteiner, immunförsvar, syrgas, koldioxid och andra avfallsprodukter och fördela värme. 
Blodkärlen är kopplade till hjärtat i ett slutet system vars uppgift är att pumpa runt blodet i det stora, respektive det lilla kretsloppet.

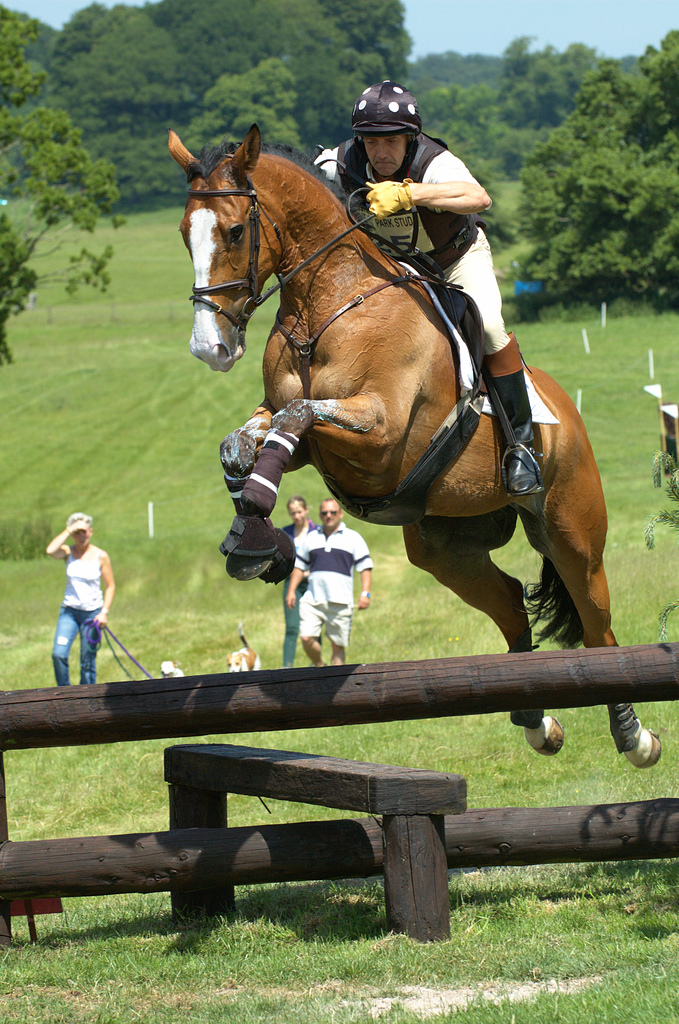
Blodkärl på en häst.